# 阿内奥
阿内奥（法語：Annéot，法語發音：[aneo]）是法国勃艮第大区约讷省的一个市镇，属于阿瓦隆区。

## 地理
阿内奥（47°31'16"N, 3°52'50"E）面积6.13 平方千米，位于法国勃艮第-弗朗什-孔泰大區约讷省，该省份为法国中北部内陆省份，西接卢瓦雷省，西北接塞纳-马恩省，南至涅夫勒省，东临科多尔省，东北与奥布省接壤。
与阿内奥接壤的市镇（或旧市镇、城区）包括：阿奈拉科特、阿瓦隆、埃托勒、日罗勒、蓬托贝尔、塔罗、沃德吕尼。

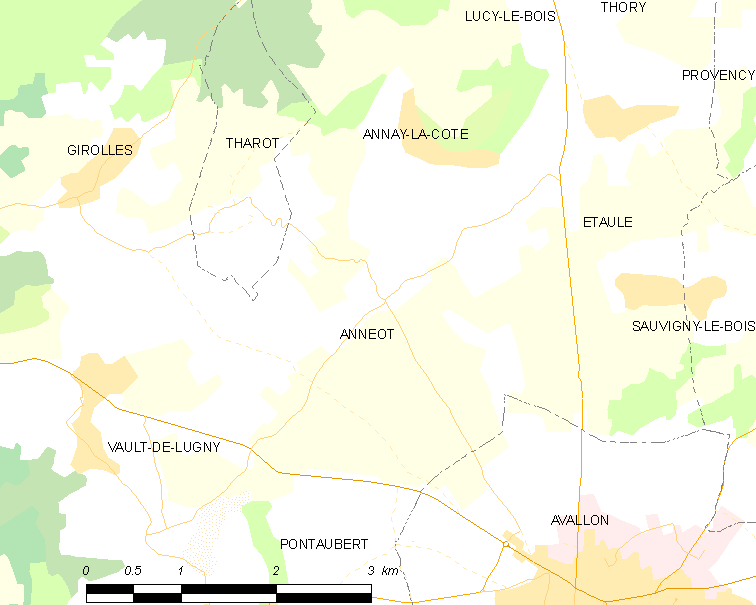
阿内奥的OSM定位图

阿内奥的时区为UTC+01:00、UTC+02:00（夏令时）。

## 行政
阿内奥的邮政编码为89200，INSEE市镇编码为89011。

## 政治
阿内奥所属的省级选区为阿瓦隆县。

## 人口

1962-2008年间阿内奥人口变化图示

阿内奥于2022年1月1日时的人口数量为115人。